# Ultraviolence (album)
Ultraviolence là album phòng thu thứ ba của ca sĩ kiêm sáng tác nhạc người Mỹ Lana Del Rey, phát hành ngày 13 tháng 6 năm 2014 bởi Polydor Records và Interscope Records. Sau thành công đột phá của album đầu tiên ra mắt bởi hãng đĩa chính thống Born to Die (2012), Del Rey bác bỏ khả năng thực hiện album tiếp theo trong tương lai vì cảm thấy đã bộc lộ hết bản thân trong đĩa nhạc trước. Tuy nhiên, cô đã bắt đầu lên kế hoạch cho Ultraviolence vào năm 2013 và tiếp tục sản xuất trong năm 2014, thời điểm cô hợp tác chặt chẽ với Dan Auerbach, bên cạnh sự tham gia của nhiều nhà sản xuất khác nhau như Paul Epworth, Greg Kurstin, Daniel Heath và Rick Nowels. Đây là một bản thu âm psychedelic rock, dream pop và desert rock kết hợp với một số yếu tố từ blues rock, soft rock và indie rock, trong đó sử dụng âm thanh dựa trên guitar nhiều hơn những album trước đó của Del Rey.
Del Rey tham gia đồng sáng tác ở tất cả những bản nhạc trong Ultraviolence, ngoại trừ bản hát lại "The Other Woman" của Nina Simone. Sau khi phát hành, album nhận được những phản ứng tích cực từ các nhà phê bình âm nhạc, trong đó họ đánh giá cao nội dung ca từ, tổng thể gắn kết, quá trình sản xuất và chất giọng của Del Rey. Đĩa nhạc cũng gặt hái những thành công lớn về mặt thương mại, đứng đầu các bảng xếp hạng tại Úc, Bỉ, Canada, Đan Mạch, Phần Lan, New Zealand, Na Uy, Tây Ban Nha và Vương quốc Anh, đồng thời lọt vào top 10 ở hầu hết những quốc gia khác, bao gồm vươn đến top 5 ở những thị trường lớn như Áo, Hà Lan, Pháp, Đức, Ireland, Ý và Thụy Sĩ. Ultraviolence ra mắt ở vị trí số một trên bảng xếp hạng Billboard 200 tại Hoa Kỳ với 182,000 bản, trở thành album quán quân đầu tiên của Del Rey và là đĩa nhạc có doanh số tuần đầu cao nhất của cô tại đây.
Bốn đĩa đơn đã được phát hành từ Ultraviolence. "West Coast" được chọn làm đĩa đơn mở đường và lọt vào top 40 ở nhiều quốc gia, đồng thời đạt vị trí thứ 17 trên bảng xếp hạng Billboard Hot 100, trong khi những đĩa đơn còn lại như "Shades of Cool", "Ultraviolence" và "Brooklyn Baby" chỉ gặt hái những thành công ít ỏi trên toàn cầu. Để quảng bá album, Del Rey gây chú ý vì áp dụng cách tiếp cận "ít hơn là nhiều hơn" bằng việc thực hiện một vài cuộc phỏng vấn trên báo in và mạng xã hội. Ngoài ra, nữ ca sĩ cũng trình diễn tại một số lễ hội ở Châu Âu và Nam Mỹ, đồng thời tiến hành chuyến lưu diễn The Endless Summer Tour (2015) với Courtney Love và Grimes. Kể từ khi phát hành, đĩa nhạc đã lọt vào danh sách những album xuất sắc nhất năm 2014 của nhiều ấn phẩm và tổ chức nổi bật, bao gồm Billboard, Entertainment Weekly, Rolling Stone và Time.

## Danh sách bài hát
| Ultraviolence –Phiên bản tiêu chuẩn | Ultraviolence –Phiên bản tiêu chuẩn | Ultraviolence –Phiên bản tiêu chuẩn | Ultraviolence –Phiên bản tiêu chuẩn | Ultraviolence –Phiên bản tiêu chuẩn |
| STT                                 | Nhan đề                             | Sáng tác                            | Sản xuất                            | Thời lượng                          |
| ----------------------------------- | ----------------------------------- | ----------------------------------- | ----------------------------------- | ----------------------------------- |
| 1.                                  | "Cruel World"                       | Elizabeth Grant Blake Stranathan    | Dan Auerbach                        | 6:39                                |
| 2.                                  | "Ultraviolence"                     | Grant Daniel Heath                  | Auerbach                            | 4:11                                |
| 3.                                  | "Shades of Cool"                    | Grant Rick Nowels                   | Auerbach                            | 5:42                                |
| 4.                                  | "Brooklyn Baby"                     | Grant Barrie O'Neill                | Auerbach                            | 5:51                                |
| 5.                                  | "West Coast"                        | Grant Nowels                        | Auerbach                            | 4:16                                |
| 6.                                  | "Sad Girl"                          | Grant Nowels                        | Auerbach Nowels [a]                 | 5:17                                |
| 7.                                  | "Pretty When You Cry"               | Grant Stranathan                    | Lana Del Rey Stranathan Lee Foster  | 3:54                                |
| 8.                                  | "Money Power Glory"                 | Grant Greg Kurstin                  | Kurstin                             | 4:30                                |
| 9.                                  | "Fucked My Way Up to the Top"       | Grant Heath                         | Auerbach                            | 3:32                                |
| 10.                                 | "Old Money"                         | Grant Heath Robbie Fitzsimmons      | Heath                               | 4:31                                |
| 11.                                 | "The Other Woman"                   | Jessie Mae Robinson                 | Auerbach                            | 3:01                                |
| Tổng thời lượng:                    | Tổng thời lượng:                    | Tổng thời lượng:                    | Tổng thời lượng:                    | 51:24                               |

| Ultraviolence – Phiên bản tại Áo, Đức và Thụy Sĩ (bản nhạc kèm theo) | Ultraviolence – Phiên bản tại Áo, Đức và Thụy Sĩ (bản nhạc kèm theo) | Ultraviolence – Phiên bản tại Áo, Đức và Thụy Sĩ (bản nhạc kèm theo) | Ultraviolence – Phiên bản tại Áo, Đức và Thụy Sĩ (bản nhạc kèm theo) | Ultraviolence – Phiên bản tại Áo, Đức và Thụy Sĩ (bản nhạc kèm theo) |
| STT                                                                  | Nhan đề                                                              | Sáng tác                                                             | Sản xuất                                                             | Thời lượng                                                           |
| -------------------------------------------------------------------- | -------------------------------------------------------------------- | -------------------------------------------------------------------- | -------------------------------------------------------------------- | -------------------------------------------------------------------- |
| 12.                                                                  | "West Coast" (radio mix)                                             | Grant Nowels                                                         | Nowels                                                               | 3:47                                                                 |
| Tổng thời lượng:                                                     | Tổng thời lượng:                                                     | Tổng thời lượng:                                                     | Tổng thời lượng:                                                     | 55:11                                                                |

| Ultraviolence – Phiên bản cao cấp (bản nhạc kèm theo) | Ultraviolence – Phiên bản cao cấp (bản nhạc kèm theo) | Ultraviolence – Phiên bản cao cấp (bản nhạc kèm theo) | Ultraviolence – Phiên bản cao cấp (bản nhạc kèm theo) | Ultraviolence – Phiên bản cao cấp (bản nhạc kèm theo) |
| STT                                                   | Nhan đề                                               | Sáng tác                                              | Sản xuất                                              | Thời lượng                                            |
| ----------------------------------------------------- | ----------------------------------------------------- | ----------------------------------------------------- | ----------------------------------------------------- | ----------------------------------------------------- |
| 12.                                                   | "Black Beauty"                                        | Grant Nowels                                          | Paul Epworth Nowels [a]                               | 5:14                                                  |
| 13.                                                   | "Guns and Roses"                                      | Grant Nowels                                          | Grant Nowels Foster                                   | 4:30                                                  |
| 14.                                                   | "Florida Kilos"                                       | Grant Auerbach Harmony Korine                         | Auerbach                                              | 4:14                                                  |
| Tổng thời lượng:                                      | Tổng thời lượng:                                      | Tổng thời lượng:                                      | Tổng thời lượng:                                      | 65:22                                                 |

| Ultraviolence – Phiên bản trên iTunes Store (bản nhạc kèm theo) | Ultraviolence – Phiên bản trên iTunes Store (bản nhạc kèm theo) | Ultraviolence – Phiên bản trên iTunes Store (bản nhạc kèm theo) | Ultraviolence – Phiên bản trên iTunes Store (bản nhạc kèm theo) |
| STT                                                             | Nhan đề                                                         | Sáng tác                                                        | Thời lượng                                                      |
| --------------------------------------------------------------- | --------------------------------------------------------------- | --------------------------------------------------------------- | --------------------------------------------------------------- |
| 15.                                                             | "Is This Happiness"                                             | Grant Nowels                                                    | 3:44                                                            |
| Tổng thời lượng:                                                | Tổng thời lượng:                                                | Tổng thời lượng:                                                | 69:06                                                           |

| Ultraviolence – Phiên bản tại Nhật Bản và Target (bản nhạc kèm theo) | Ultraviolence – Phiên bản tại Nhật Bản và Target (bản nhạc kèm theo) | Ultraviolence – Phiên bản tại Nhật Bản và Target (bản nhạc kèm theo) | Ultraviolence – Phiên bản tại Nhật Bản và Target (bản nhạc kèm theo) |
| STT                                                                  | Nhan đề                                                              | Sáng tác                                                             | Thời lượng                                                           |
| -------------------------------------------------------------------- | -------------------------------------------------------------------- | -------------------------------------------------------------------- | -------------------------------------------------------------------- |
| 15.                                                                  | "Flipside"                                                           | Grant Stranathan                                                     | 5:10                                                                 |
| Tổng thời lượng:                                                     | Tổng thời lượng:                                                     | Tổng thời lượng:                                                     | 70:32                                                                |

| Ultraviolence – Phiên bản tại Fnac (đĩa kèm theo) | Ultraviolence – Phiên bản tại Fnac (đĩa kèm theo) | Ultraviolence – Phiên bản tại Fnac (đĩa kèm theo) |
| STT                                               | Nhan đề                                           | Thời lượng                                        |
| ------------------------------------------------- | ------------------------------------------------- | ------------------------------------------------- |
| 1.                                                | "Flipside"                                        | 5:11                                              |
| Tổng thời lượng:                                  | Tổng thời lượng:                                  | 5:11                                              |

| Ultraviolence – Phiên bản trên iTunes Store tại Nhật Bản (bản nhạc kèm theo) | Ultraviolence – Phiên bản trên iTunes Store tại Nhật Bản (bản nhạc kèm theo) | Ultraviolence – Phiên bản trên iTunes Store tại Nhật Bản (bản nhạc kèm theo) |
| STT                                                                          | Nhan đề                                                                      | Thời lượng                                                                   |
| ---------------------------------------------------------------------------- | ---------------------------------------------------------------------------- | ---------------------------------------------------------------------------- |
| 15.                                                                          | "Is This Happiness"                                                          | 3:44                                                                         |
| 16.                                                                          | "Flipside"                                                                   | 5:10                                                                         |
| Tổng thời lượng:                                                             | Tổng thời lượng:                                                             | 74:16                                                                        |

Ghi chú
- ^[a]  nghĩa·là sản xuất giọng hát

Ghi chú nhạc mẫu
- "Ultraviolence" có chứa một số yếu tố từ "He Hit Me (And It Felt Like a Kiss)" của The Crystals.
- "Old Money" sử dụng một phần từ "What Is a Youth?" sáng tác bởi Nino Rota và trình bày bởi Glen Weston từ album Romeo & Juliet: The Soundtrack.[8]

## Xếp hạng
| Bảng xếp hạng (2014)                     | Vị trí cao nhất |
| ---------------------------------------- | --------------- |
| Album Argentina (CAPIF)                  | 4               |
| Album Úc (ARIA)                          | 1               |
| Album Áo (Ö3 Austria)                    | 5               |
| Album Bỉ (Ultratop Vlaanderen)           | 1               |
| Album Bỉ (Ultratop Wallonie)             | 1               |
| Album Brazil (ABPD)                      | 3               |
| Album Canada (Billboard)                 | 1               |
| Album Trung Quốc (Sino Chart)            | 4               |
| Album Quốc tế Croatia (HDU)              | 7               |
| Album Cộng hòa Séc (ČNS IFPI)            | 4               |
| Album Đan Mạch (Hitlisten)               | 1               |
| Album Hà Lan (Album Top 100)             | 5               |
| Album Phần Lan (Suomen virallinen lista) | 1               |
| Album Pháp (SNEP)                        | 2               |
| Album Đức (Offizielle Top 100)           | 3               |
| Album Hungaria (MAHASZ)                  | 6               |
| Album Ireland (IRMA)                     | 2               |
| Album Ý (FIMI)                           | 2               |
| Album Nhật Bản (Oricon)                  | 50              |
| Album New Zealand (RMNZ)                 | 1               |
| Album Na Uy (VG-lista)                   | 1               |
| Album Ba Lan (ZPAV)                      | 1               |
| Album Bồ Đào Nha (AFP)                   | 3               |
| Album Scotland (OCC)                     | 1               |
| Album Hàn Quốc (Circle)                  | 28              |
| Album Tây Ban Nha (PROMUSICAE)           | 1               |
| Album Thụy Điển (Sverigetopplistan)      | 6               |
| Album Thụy Sĩ (Schweizer Hitparade)      | 2               |
| Album Anh Quốc (OCC)                     | 1               |
| Album Hoa Kỳ Billboard 200               | 1               |
| Album Hoa Kỳ Top Tastemaker (Billboard)  | 1               |
| Bảng xếp hạng (2024)                     | Vị trí cao nhất |
| Album Croatia Quốc tế (HDU)              | 4               |

| Bảng xếp hạng (2014)                  | Vị trí |
| ------------------------------------- | ------ |
| Album Úc (ARIA)                       | 31     |
| Album Bỉ (Ultratop Flanders)          | 47     |
| Album Bỉ (Ultratop Wallonia)          | 26     |
| Album Canada (Billboard)              | 27     |
| Album Pháp (SNEP)                     | 64     |
| Album Đức (Offizielle Top 100)        | 49     |
| Album Ý (FIMI)                        | 58     |
| Album Mexico (AMPROFON)               | 34     |
| Album New Zealand (Recorded Music NZ) | 33     |
| Album Ba Lan (ZPAV)                   | 23     |
| Album Thụy Điển (Sverigetopplistan)   | 97     |
| Album Thụy Sĩ (Swiss Hitparade)       | 16     |
| Album Anh Quốc (OCC)                  | 53     |
| Hoa Kỳ Billboard 200                  | 43     |
| Bảng xếp hạng (2015)                  | Vị trí |
| Hoa Kỳ Billboard 200                  | 184    |
| Bảng xếp hạng (2022)                  | Vị trí |
| Album Lithuania (AGATA)               | 47     |
| Album Ba Lan (ZPAV)                   | 84     |
| Bảng xếp hạng (2023)                  | Vị trí |
| Album Bỉ (Ultratop Flanders)          | 107    |
| Album Bỉ (Ultratop Wallonia)          | 177    |
| Bảng xếp hạng (2024)                  | Vị trí |
| Album Bỉ (Ultratop Flanders)          | 90     |
| Album Bỉ (Ultratop Wallonia)          | 158    |
| Album Ba Lan (ZPAV)                   | 80     |

## Chứng nhận
| Quốc gia | Chứng nhận | Số đơn vị/doanh số chứng nhận |
| --- | ---------- | ----------------------------- |
| Úc (ARIA) | Bạch kim   | 70.000‡                       |
| Áo (IFPI Áo) | Vàng       | 7.500*                        |
| Brasil (Pro-Música Brasil) | Vàng       | 20.000*                       |
| Canada (Music Canada) | Bạch kim   | 80.000‡                       |
| Đan Mạch (IFPI Đan Mạch) | Bạch kim   | 20.000‡                       |
| Pháp (SNEP) | Bạch kim   | 100.000*                      |
| Đức (BVMI) | Vàng       | 100.000‡                      |
| Ý (FIMI) | Bạch kim   | 50.000‡                       |
| México (AMPROFON) | Vàng       | 30.000^                       |
| New Zealand (RMNZ) | Bạch kim   | 15.000‡                       |
| Ba Lan (ZPAV) | Bạch kim   | 20.000*                       |
| Bồ Đào Nha (AFP) | Vàng       | 7.500^                        |
| Anh Quốc (BPI) | Bạch kim   | 300.000‡                      |
| Hoa Kỳ (RIAA) | Bạch kim   | 1.000.000‡                    |
| * Chứng nhận dựa theo doanh số tiêu thụ. ^ Chứng nhận dựa theo doanh số nhập hàng. ‡ Chứng nhận dựa theo doanh số tiêu thụ và phát trực tuyến. |            |                               |

## Lịch sử phát hành
| Quốc gia       | Ngày             | Phiên bản                       | Định dạng         | Hãng đĩa              |
| -------------- | ---------------- | ------------------------------- | ----------------- | --------------------- |
| Đức            | 13 tháng 6, 2014 | Tiêu chuẩn cao cấp siêu cao cấp | CD LP tải nhạc số | Universal Music       |
| Hà Lan         | 13 tháng 6, 2014 | Tiêu chuẩn cao cấp              | CD LP tải nhạc số | Polydor               |
| Thụy Sĩ        | 13 tháng 6, 2014 | Tiêu chuẩn cao cấp              | CD LP tải nhạc số | Universal Music       |
| Pháp           | 16 tháng 6, 2014 | Tiêu chuẩn cao cấp siêu cao cấp | CD LP tải nhạc số | Universal Music       |
| Vương quốc Anh | 16 tháng 6, 2014 | Tiêu chuẩn cao cấp              | CD LP tải nhạc số | Polydor               |
| Ý              | 16 tháng 6, 2014 | Tiêu chuẩn cao cấp siêu cao cấp | CD LP tải nhạc số | Polydor               |
| Canada         | 17 tháng 6, 2014 | Tiêu chuẩn cao cấp              | CD LP tải nhạc số | Universal Music       |
| Mexico         | 17 tháng 6, 2014 | Cao cấp                         | CD tải nhạc số    | Interscope            |
| Tây Ban Nha    | 17 tháng 6, 2014 | Tiêu chuẩn cao cấp siêu cao cấp | CD LP tải nhạc số | Universal Music       |
| Hoa Kỳ         | 17 tháng 6, 2014 | Tiêu chuẩn cao cấp              | CD LP tải nhạc số | Interscope            |
| Nhật Bản       | 18 tháng 6, 2014 | Tiêu chuẩn cao cấp              | CD LP tải nhạc số | Interscope            |
| Trung Quốc     | 28 tháng 8, 2014 | Cao cấp                         | CD                | Universal Music China |